# VII. Mediteranske igre – Alžir 1975.
VII. Mediteranske igre su bile održane u gradu Alžiru u državi Alžiru.
Sudjelovalo je 15 država koje su se natjecale u 18 sportskih disciplina.
Ovaj sportski događaj je trajao od 23. kolovoza do 6. rujna 1975.

## Tablica odličja
Ljestvica je napravljena prema broju osvojenih zlatnih, srebrnih i brončanih odličja. Kriterij je bio: više osvojenih zlatnih odličja nosi i više mjesto na ljestvici, a u slučaju istog broja, gleda se broj osvojenih srebrnih odličja, a u slučaju istog broja tih odličja, gleda se broj osvojenih brončanih odličja. U slučaju da je i tada isti broj, poredak je prema abecednom redu. Ovaj sustav primjenjuju Međunarodni olimpijski odbor, IAAF i BBC.

Podebljanim slovima i znamenkama je označen domaćinov rezultat na ovim Mediteranskim igrama.
| Mediteranske igre 1975. |             |       |        |        |       |
| Mj.                     | Država      | Zlato | Srebro | Bronca | Zbroj |
| 1.                      | Italija     | 51    | 41     | 35     | 127   |
| 2.                      | Francuska   | 32    | 23     | 22     | 77    |
| 3.                      | Jugoslavija | 24    | 17     | 23     | 64    |
| 4.                      | Španjolska  | 14    | 28     | 30     | 72    |
| 5.                      | Turska      | 12    | 11     | 8      | 31    |
| 6.                      | Grčka       | 9     | 12     | 16     | 37    |
| 7.                      | Egipat      | 6     | 12     | 16     | 34    |
| 8.                      | Alžir       | 4     | 7      | 9      | 20    |
| 9.                      | Sirija      | 3     | 2      | 11     | 16    |
| 10.                     | Tunis       | 3     | 2      | 2      | 7     |
| 11.                     | Libanon     | 3     | 0      | 1      | 4     |
| 12.                     | Maroko      | 0     | 4      | 4      | 8     |
| 13.                     | Libija      | 0     | 1      | 2      | 3     |
|                         | UKUPNO      |       |        |        |       |

## Vanjske poveznice
- Međunarodni odbor za Mediteranske igre  Arhivirana inačica izvorne stranice od 3. veljače 2007. (Wayback Machine)
- Atletski rezultati na gbrathletics.com
- SOO  Arhivirana inačica izvorne stranice od 12. srpnja 2007. (Wayback Machine)